# Windows Embedded Standard
Windows XP Embedded為微軟研發的嵌入式操作系統，是一個以元件模組展現出與 Windows XP Professional作業系統一樣的介面與操作模式，可依各自需求組合出的作業系統映像檔案，確保有Windows XP  Professional作業系統相依性以及完整的功能。可以應用在各種嵌入式系統，或是硬體規格層次較低的電腦系統（例如很少的記憶體，較慢的中央處理器等）。
目前最新版本的Windows XP Embedded為Windows XP Embedded FP2007
- 含多個x86硬體平台驅動程式元件。
- 支援隨插即用設備。
- 含多個Windows XP Professional作業系統內基本元件， 包含Bluetooth、DirectX、.NET Framework、Windows Media Player、Internet Explorer...等。
- 支援所有x86硬體平台設備。